# Cabañaquinta
Cabañaquinta (Cabanaquinta en asturien) est une localité et une paroisse civile (parroquia en asturien) d'Aller, commune (concejo) des Asturies en Espagne. Elle assume la fonction de chef lieu depuis 1869 à la place de Collanzo. 
La localité célèbre une foire au bétail qui jouit d'une grande popularité : El Mercaón ou foire de la Saint-André, qui a lieu le troisième vendredi de novembre.
Dans la ville, il y a une gare où s'arrêtent les trains de banlieue de la ligne C-9 des Asturies, précédemment exploités par la Feve.

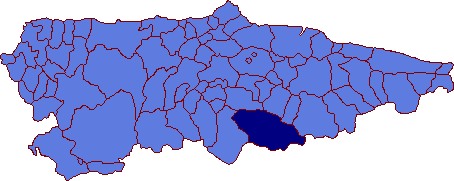
Commune de Aller dans les Asturies.